# Palena (Los Lagos)
Palena is een gemeente in de Chileense provincie Palena in de regio Los Lagos. Palena telde 1.711 inwoners in 2017.
- Virtual International Authority File: 244723128